# 891 a.C.

## Eventos
- Fim do reinado de Adadenirari II, considerado o primeiro rei da Assíria no período novo-Assírio. Reinou desde 911 a.C.
- Início do reinado de Itobaal (o Etbaal bíblico ) em Tiro , Fenícia (até 859 a.C ).
- Tukultininurta começou seu mandato no Império Assírio (até 884 a.C ).